# Euphorbia woodii
Euphorbia woodii är en törelväxtart som beskrevs av Nicholas Edward Brown. Euphorbia woodii ingår i släktet törlar, och familjen törelväxter. Inga underarter finns listade i Catalogue of Life.